# Physocarpus stellatus
Physocarpus stellatus là loài thực vật có hoa trong họ Hoa hồng. Loài này được (Rydb.) Rehder miêu tả khoa học đầu tiên năm 1920.